# 仏眼宗
仏眼宗（ぶつげんしゅう）は、菊地霊鷲（1908年 - 2001年）によって1951年に開かれた本願寺系新宗教。
霊鷲は富山県大門町の生まれで真宗大谷派の出自であるが、浄土真宗の本山西本願寺にて得度し、その後一派を立てた。1951年の宗教法人届出の名称は「仏眼宗」であったが、3年後から「仏眼宗慧日会」と称している。開祖自身は、戦後初の宗教法人設立認可を受けた新宗教と記しているが、真偽は不明である。霊鷲死亡後は娘の菊地静流が後継者として現在に至っている。単立寺院と考えられる。霊鷲の著作として、私小説的な「慧日」がある。開祖自身が晩年はタモ（太母）と自ら称しており、信者もタモサンと呼んでいる。

## 経典及び本尊
- 浄土三部経（『仏説大無量寿経』・『仏説観無量寿経』・『仏説阿弥陀経』）
- 本尊：阿弥陀如来（下品下生）

## 声明
正信偈を含めて、大谷派の声明と同一と判断できる。

## 本部
- 霊鷲寺　　
  - 神奈川県鎌倉市腰越５丁目５−１４

## 参考図書
- 『新宗教辞典』弘文堂